# Pseudotrochalus subnudus
Pseudotrochalus subnudus är en skalbaggsart som beskrevs av Hermann Julius Kolbe 1910. Pseudotrochalus subnudus ingår i släktet Pseudotrochalus och familjen Melolonthidae. Inga underarter finns listade i Catalogue of Life.